# Аретеј
„Аретеј“ је југословенски филм из 1981. године. Режирао га је Милан Билбија, а сценарио је написао Милан Билбија по делу Мирослава Крлеже.

## Улоге
| Глумац                 | Улога  |
| ---------------------- | ------ |
| Адем Чејван            | Аретеј |
| Добрица Агатановић     |        |
| Иштван Габор           |        |
| Душко Крижанец         |        |
| Луцијан Латингер       |        |
| Живомир Личанин        |        |
| Богданка Савић         |        |
| Влајко Шпаравало       |        |
| Милка Подруг Кокотовић |        |
| Отокар Левај           |        |